# Alex the Dog
Alex the Dog  en hund som var reklammaskot för Strohs öl på 1980-talet och föregångare till Budweisers Spuds MacKenzie. På toppen av sin karriär medverkade Alex i parader, på Good Morning America och Today Show. Han inspirerade en serie leksaker, affischer, eau de cologne, schampo och handkräm. Hiphopartisten Tone Lōc refererade till Alex the Dog i sin låt "Funky Cold Medina".

## Bakgrund
Hunden som spelade Alex var Banjo, som var delvis golden retriever och irländsk röd setter. Han hittades av en tränare på ett djurhem. Alex var Strohs hund från omkring 1984 till 1989, då skaparna av Alex the Dog-reklamen, Lowe Marschalk, förlorade kontraktet med Stroh's. Komikern Brian Regan var Alex kampanjchef under Alex presidentkampanj. Banjo dog av cancer några år efter att reklamkampanjen avslutades.

## Reklamfilmer
Peter Blum, arkivarie för Stroh's, beskriver Alex mest berömda reklamfilm:
| ” | Under ett pokerspel säger en av kompisarna "Jag skulle säkert kunna köpa en till Stroh's" och börjar resa sig. Ägaren säger: "Nej, vänta...Alex...'Voff'...2 kalla Stroh's 'Voff'." "Vänta tills du ser det här...(dörröppningsljud) Jag öppnade precis kylskåpet...(flaskans kork träffar marken) Jag öppnade precis en flaska...(en annan flaskans kork träffar marken), jag öppnade precis den andra...(hällande ljud), nu häller han upp din...(hällande ljud), nu häller han upp min." Nästa sak du hör är "lap, lap, lap", och ägaren säger "Alex! Du borde dricka ditt vatten!", och de andra spelarna skrattar. | „ |